# Inmigración en Australia

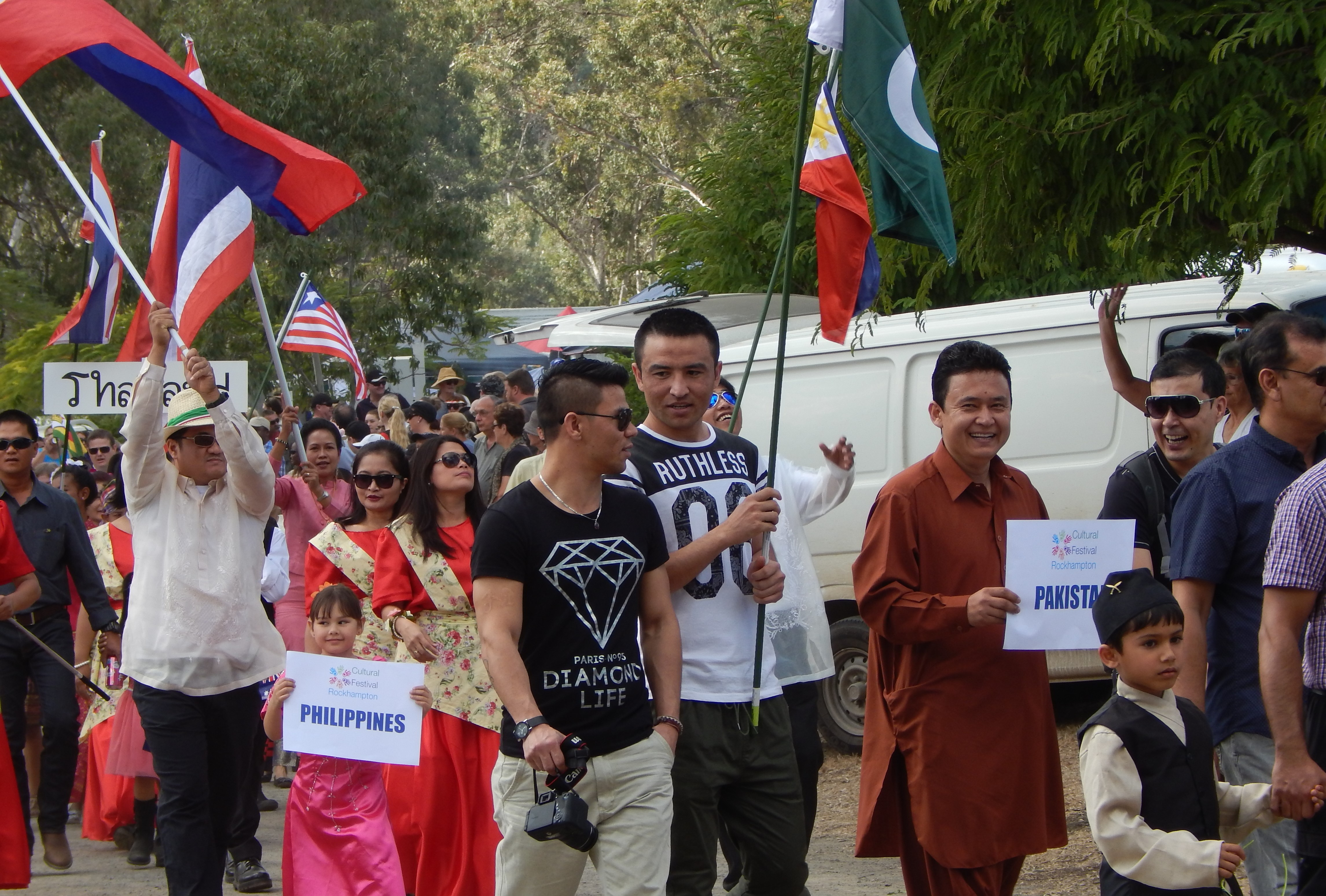
Representantes de las comunidades de origen inmigrante participando en el Festival Cultural de Rockhampton 2014 en la ciudad de Rockhampton, Queensland.

El continente australiano se pobló por primera vez cuando los antepasados de los australianos indígenas llegaron a través de Nueva Guinea hace más de 50 000 años. Estos fueron desplazados por la colonización europea del continente, que comenzó en 1788 con el establecimiento de una colonia penal británica en Nueva Gales del Sur.
Entre 1788 y mediados del siglo xx, la gran mayoría de los colonos e inmigrantes procedían de las islas británicas (principalmente Inglaterra, Irlanda y Escocia), aunque durante el siglo xix hubo una importante inmigración de China y Alemania. En las décadas inmediatamente posteriores a la Segunda Guerra Mundial, Australia recibió una gran oleada de inmigración procedente de toda Europa, con muchos más inmigrantes llegados del sur y el este de Europa que en décadas anteriores. Desde el fin de la política de la Australia blanca en 1973, Australia ha seguido una política oficial de multiculturalismo, y ha habido una gran y continua ola de inmigración de todo el mundo, siendo Asia la mayor fuente de inmigrantes en el siglo xxi.
La migración neta al extranjero ha aumentado de 30 042 en 1992-93 a 178 582 personas en 2015-16. Los mayores componentes de la inmigración son la migración cualificada y los programas de reagrupación familiar. Un estudio sociológico de 2014 concluyó que: «Australia y Canadá son los más receptivos a la inmigración entre las naciones occidentales». Además, Australia es signataria de la Convención sobre el Estatuto de los Refugiados y ha reasentado a muchos solicitantes de asilo.

## Historia
La primera migración humana al continente tuvo lugar hace unos 65 000 años a través de las islas del Sudeste Asiático marítimo y Papúa Nueva Guinea, como parte de la historia temprana de la migración humana desde África.

### Transporte penal

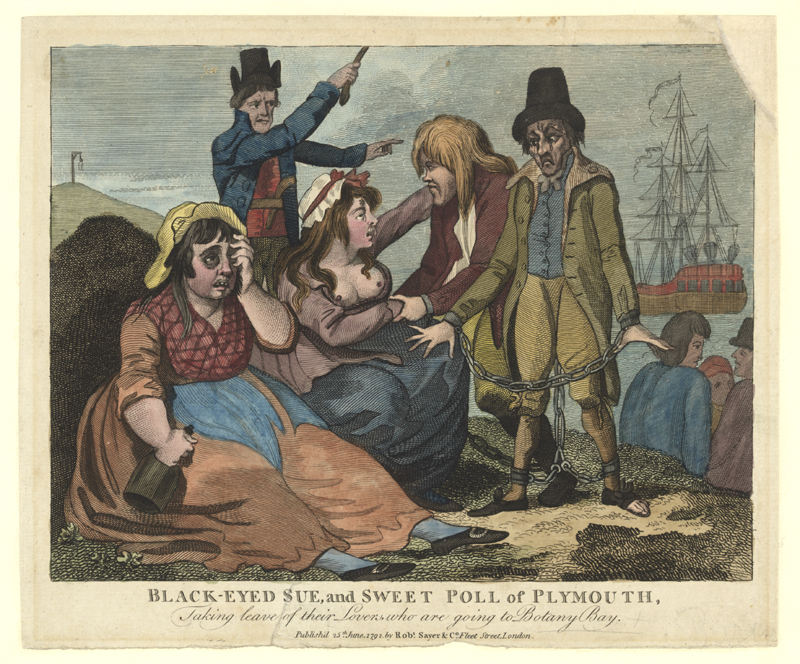
Mujeres en Inglaterra llorando a sus seres queridos que van a ser transportados a la colonia penal en Botany Bay, 1792.

La migración europea a Australia comenzó con el asentamiento británico de convictos en Sydney Cove el 26 de enero de 1788. La Primera Flota estaba compuesta por 11 barcos que transportaban 775 convictos y 645 funcionarios, miembros de la tripulación, marinos y sus familias e hijos. Los colonos estaban formados por delincuentes de poca monta, soldados de segunda y una tripulación de marineros. Había pocos con las habilidades necesarias para iniciar un asentamiento autosuficiente, como agricultores y constructores, y la colonia pasó hambre y penurias. El número de colonos varones superaba con creces al de mujeres. La Segunda Flota llegó en 1790 trayendo más convictos. Las condiciones del transporte fueron descritas como horribles y peores que los transportes de esclavos. De los 1026 convictos que embarcaron, 267 (256 hombres y 11 mujeres) murieron durante el viaje (26 %); otros 486 estaban enfermos cuando llegaron, de los cuales 124 murieron poco después. La flota fue más una sangría para el asentamiento en apuros que un beneficio. Las condiciones de la Tercera Flota, que siguió a la Segunda en 1791, eran algo mejores. La flota constaba de 11 barcos. De los más de 2000 convictos llevados a bordo, 173 hombres y 9 mujeres murieron durante el viaje. Seguirían otras flotas de transporte que traerían a la colonia más convictos y hombres libres. Al final del transporte penal en 1868, aproximadamente 162 000 personas habían entrado en Australia como convictos.

### Fiebre del oro y crecimiento de la población
La época de la fiebre del oro, que comenzó en 1851, provocó una enorme expansión de la población, que incluía un gran número de colonos británicos e irlandeses, seguidos por un número menor de alemanes y otros europeos, y chinos. Este último grupo fue objeto de crecientes restricciones y discriminación, lo que hizo imposible que muchos permanecieran en el país. Con la federación de las colonias australianas en una sola nación, uno de los primeros actos del nuevo gobierno de la Mancomunidad fue la Ley de Restricción de la Inmigración de 1901, también conocida como la política de la Australia blanca, que supuso un refuerzo y unificación de las dispares políticas coloniales destinadas a restringir el asentamiento de no blancos. Debido a la oposición del gobierno británico, se evitó una política racial explícita en la legislación, siendo el mecanismo de control una prueba de dictado en una lengua europea seleccionada por el funcionario de inmigración. La última vez que un inmigrante superó la prueba fue en 1909. Quizá el caso más célebre fue el de Egon Erwin Kisch, un periodista checoslovaco de izquierdas, que hablaba cinco idiomas, que fue suspendido en una prueba en gaélico escocés y deportado por analfabeto.

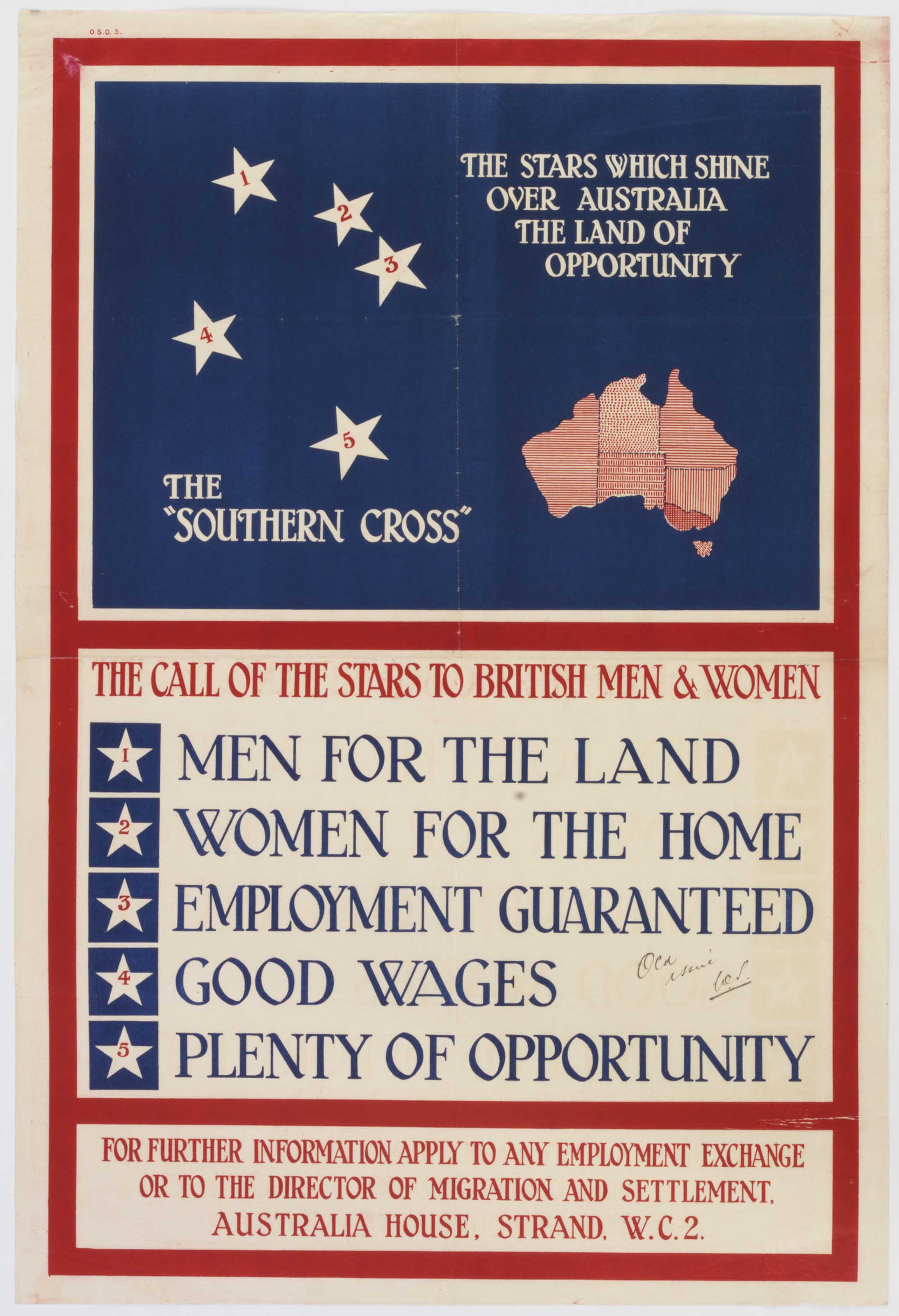
Cartel del gobierno australiano emitido por la Oficina de Colonización de Ultramar para atraer inmigrantes (1928).

El gobierno también se dio cuenta de que si quería inmigrantes tenía que subvencionar la inmigración. La gran distancia que lo separaba de Europa hacía de Australia un destino más caro y menos atractivo que Canadá y Estados Unidos. El número de inmigrantes necesarios en las distintas fases del ciclo económico podía controlarse variando la subvención. Antes de la federación, en 1901, los emigrantes asistidos recibían ayudas para el pasaje con cargo a los fondos del gobierno colonial. El gobierno británico pagaba el pasaje de convictos, indigentes, militares y funcionarios. Antes de 1831, pocos inmigrantes recibían ayudas del gobierno colonial.
| Periodo   | Media anual de inmigrantes asistidos |
| --------- | ------------------------------------ |
| 1831–1860 | 18 268                               |
| 1861–1900 | 10 087                               |
| 1901–1940 | 10 662                               |
| 1941–1980 | 52 960                               |

Con el inicio de la Gran Depresión, el gobernador general proclamó el cese de la inmigración hasta nuevo aviso, y el siguiente grupo en llegar fueron 5000 familias de refugiados judíos procedentes de Alemania en 1938. Los grupos aprobados como éstos tenían asegurada la entrada mediante la expedición de un certificado de exención.

### Inmigración posguerra

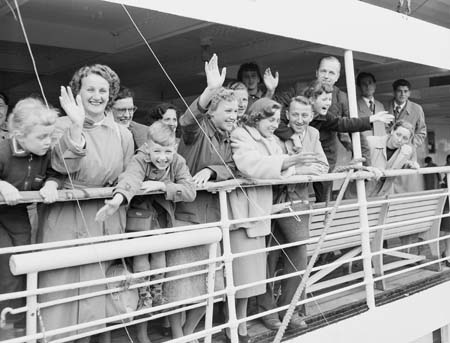
Barco con migrantes neerlandeses en 1954.

Tras la Segunda Guerra Mundial, Australia puso en marcha un programa de inmigración masiva, convencida de que, tras haber evitado por los pelos una invasión japonesa, debía «poblarse o perecer». Cientos de miles de europeos desplazados emigraron a Australia y más de 1 000 000 de británicos lo hicieron al amparo del Programa de Migración Asistida, conocido coloquialmente como Ten Pound Poms. En un principio, el plan estaba dirigido a ciudadanos de todos los países de la Mancomunidad; después de la guerra, se extendió gradualmente a otros países como los Países Bajos e Italia. Los requisitos eran sencillos: los inmigrantes debían gozar de buena salud y tener menos de 45 años. Inicialmente no había restricciones en cuanto a la cualificación, aunque bajo la política de la Australia blanca, a las personas de origen mestizo les resultaba muy difícil beneficiarse del plan.

En 1973, el multiculturalismo desplazó en gran medida a la selectividad cultural en la política de inmigración.

Llegada mensual de inmigrantes permanentes desde 1976.

En 2019-20, la inmigración a Australia se detuvo durante la pandemia de COVID-19, que a su vez vio una contracción de la población australiana por primera vez desde la Primera Guerra Mundial. El número de llegadas de inmigrantes en el siguiente periodo 2021-22 aumentó drásticamente debido a un efecto rebote, revirtiendo la contracción. La relajación de las restricciones a los viajes internacionales impuestas por el COVID-19 en 2021 ha impulsado este aumento de las llegadas de migrantes, aunque sigue habiendo menos llegadas de migrantes que antes de la pandemia.

## Programas de inmigración
Existen distintos tipos de inmigración australiana, clasificados en diferentes categorías de visado:
- Visados para ocupaciones cualificadas: los visados de trabajo australianos se suelen conceder a trabajadores altamente cualificados. Los candidatos se evalúan con arreglo a un sistema basado en puntos, que se asignan en función de determinados niveles educativos. Estos visados suelen estar patrocinados por estados concretos, que contratan trabajadores en función de necesidades específicas. También pueden concederse visados a solicitantes patrocinados por una empresa australiana. La forma más popular de visado de trabajo patrocinado era el visado 457 establecido en 1996, que fue abolido por el gobierno de Malcolm Turnbull.
- Visados de estudiante: el gobierno australiano anima activamente a los estudiantes extranjeros a estudiar en Australia. Hay varias categorías de visado de estudiante, la mayoría de las cuales requieren una oferta confirmada de una institución educativa. Las nuevas regulaciones para solicitud de visa 2025 son significativas entre las principales modificaciones se encuentran:[15]

1. Aumento de los requisitos de fondos económicos: Los solicitantes ahora deben demostrar que tienen acceso a una cantidad de fondos considerablemente mayor para cubrir sus gastos de vida y matrícula.
2. Pruebas de inglés más estrictas: Se han elevado los puntajes mínimos requeridos en las pruebas de dominio del inglés, como el IELTS o el TOEFL.
3. Mayor escrutinio de la "intención genuina de estudiante": Las autoridades de inmigración están aplicando un análisis más riguroso para determinar si la intención principal del solicitante es estudiar.
4. Restricciones a los cambios de curso y nivel de estudio.
5. Los ciudadanos de naciones con tasas más altas de denegación o irregularidades podrían ser convocados a entrevistas personales o virtuales como parte del proceso de evaluación.

- Visados familiares: Los visados se conceden a menudo en función de los lazos familiares en Australia. Existen varios tipos de visados familiares australianos, como el visado de progenitor contribuyente y el visado de cónyuge.
- Visado de trabajo y vacaciones: Este visado es un permiso de residencia que permite a los viajeros trabajar (y a veces estudiar) en el país que expide el visado para complementar su educación.

Los visados de trabajo y familiares pueden conducir a menudo a la obtención de la nacionalidad australiana; sin embargo, para ello es necesario que el solicitante haya vivido en Australia al menos cuatro años, de los cuales al menos uno como residente permanente.
- Visados para inversores - Los inversores extranjeros podrían invertir el negocio o fondo en Australia para adquirir la residencia permanente de Australia, después de 4 años (incluyendo el año que adquieren el visado), necesitan hacer el examen y hacer una declaración para ser ciudadano de Australia.[16]

Se ha afirmado que el programa de migración de Australia entra en conflicto con la legislación contra la discriminación por motivos de edad y se ha pedido que se elimine o modifique el límite de edad de 50 años para los migrantes cualificados en general.

### Programa humanitario
Australia concede dos tipos de visado en el marco de su programa humanitario:
- Visados de categoría de refugiado para refugiados en virtud de la Convención sobre el Estatuto de los Refugiados
- Visados del Programa Humanitario Especial (SHP) para personas que son objeto de una discriminación sustancial que supone una violación grave de sus derechos humanos en su país de origen.

El tope de visados concedidos en el marco del programa humanitario era de 13 750 para 2015-16, más otros 12 000 visados adicionales disponibles para los refugiados de los conflictos de Siria e Irak.

### Servicios de migración y asentamiento
El gobierno australiano también ofrece una serie de servicios de ayuda a la emigración y de apoyo al asentamiento, tales como el Programa de Inglés para Inmigrantes Adultos, entre otros.

## Principales fuentes de inmigración
Los países de origen de la inmigración más comunes hasta junio de 2022 fueron: 
| Fuente: Oficina Australiana de Estadística (junio de 2022) | Fuente: Oficina Australiana de Estadística (junio de 2022) |
| Lugar de nacimiento                                        | Migración anual acumulada estimada                         |
| ---------------------------------------------------------- | ---------------------------------------------------------- |
| India                                                      | 59 710                                                     |
| China                                                      | 44 240                                                     |
| Nepal                                                      | 22 990                                                     |
| Filipinas                                                  | 15 960                                                     |

Los principales países de nacimiento que contribuyen a los cambios en la población varían según los estados y territorios. En 2021-22, las contribuciones por estado/territorio fueron:
- Nepal fue el país que más contribuyó a la migración neta al extranjero en Nueva Gales del Sur.
- India fue el país que más contribuyó en Victoria, Queensland y Australia Meridional,
- Filipinas fue el mayor contribuyente para Australia Occidental,
- Samoa fue el país que más contribuyó en Tasmania,
- Afganistán es el país que más emigra en el Territorio del Norte,
- China fue el mayor contribuyente en el Territorio de la Capital Australiana.

Los estados y territorios que más población inmigratoria neta ganaron fueron: 
| Fuente: Oficina Australiana de Estadística (2021-22) | Fuente: Oficina Australiana de Estadística (2021-22) |
| Estado/territorio                                    | Migración anual neta estimada                        |
| ---------------------------------------------------- | ---------------------------------------------------- |
| Total de migración neta                              | 171 000                                              |
| Nueva Gales del Sur                                  | 62 210                                               |
| Victoria                                             | 55 630                                               |
| Queensland                                           | 23 430                                               |
| Australia Meridional                                 | 12 080                                               |
| Australia Occidental                                 | 9500                                                 |
| Tasmania                                             | 2740                                                 |
| Territorio del Norte                                 | 2130                                                 |
| Territorio de la Capital Australiana                 | 3120                                                 |

## País de nacimiento de los residentes

País de nacimiento de los residentes australianos (2021).

En 2019, el 30 % de la población residente en Australia, es decir, 7 529 570 personas, había nacido en el extranjero.
La siguiente tabla muestra la población de Australia por país de nacimiento según las estimaciones de la Oficina Australiana de Estadística en 2020. Muestra solo los países o regiones o de nacimiento con una población de más de 100 000 residentes en Australia.
| Fuente: Oficina Australiana de Estadística (2020) | Fuente: Oficina Australiana de Estadística (2020) |
| Lugar de nacimiento                               | Población residente estimada                      |
| ------------------------------------------------- | ------------------------------------------------- |
| Total de nacidos en Australia                     | 18 043 310                                        |
| Total de nacidos en el extranjero                 | 7 653 990                                         |
| Inglaterra                                        | 980 360                                           |
| India                                             | 721 050                                           |
| China continental                                 | 650 640                                           |
| Nueva Zelanda                                     | 564 840                                           |
| Filipinas                                         | 310 050                                           |
| Vietnam                                           | 270 340                                           |
| Sudáfrica                                         | 200 240                                           |
| Italia                                            | 177 840                                           |
| Malasia                                           | 177 460                                           |
| Sri Lanka                                         | 146 950                                           |
| Escocia                                           | 132 590                                           |
| Nepal                                             | 131 830                                           |
| Corea del Sur                                     | 111 530                                           |
| Alemania                                          | 111 030                                           |
| Estados Unidos                                    | 110 160                                           |
| Hong Kong                                         | 104 760                                           |
| Grecia                                            | 103 710                                           |

Australia es uno de los países del mundo con mayor número de residentes nacidos en el extranjero (tanto en número total como per cápita), así como una de las tasas de inmigración más altas del mundo. Los inmigrantes representan el 30 % de la población, la proporción más alta entre las principales naciones occidentales.